# Linda Sandblom
Linda Maria Sandblom (Ekenäs, 18 ottobre 1989) è un'altista finlandese.

## Carriera
Vincitrice di 5 edizioni dei campionati nazionali tra il 2016 e il 2018, nello stesso triennio si è qualificata a due edizioni dei Europei, ai Mondiali di Londra e ai Giochi olimpici di Rio de Janeiro 2016, occasione in cui non è avanzata alla fase finale.

## Palmarès
| Anno | Manifestazione   | Sede           | Evento        | Risultato | Prestazione | Note |
| ---- | ---------------- | -------------- | ------------- | --------- | ----------- | ---- |
| 2009 | Europei under 23 | Kaunas         | Salto in alto | 17ª (q)   | 1,72 m      |      |
| 2015 | Universiadi      | Gwangju        | Salto in alto | 8ª        | 1,75 m      |      |
| 2016 | Europei          | Amsterdam      | Salto in alto | 13ª (q)   | 1,89 m      |      |
| 2016 | Giochi olimpici  | Rio de Janeiro | Salto in alto | 26ª (q)   | 1,89 m      |      |
| 2017 | Europei indoor   | Belgrado       | Salto in alto | 9ª (q)    | 1,86 m      |      |
| 2017 | Mondiali         | Londra         | Salto in alto | 29ª (q)   | 1,80 m      |      |